# 窄叶败酱
窄叶败酱（学名：Patrinia heterophylla sp. angustifolia）为败酱科败酱属下的一个亚种。